# Pico das Caldeiras
O Pico das Caldeiras é uma elevação portuguesa localizada na freguesia de Guadalupe, no concelho de Santa Cruz da Graciosa, ilha Graciosa, arquipélago dos Açores.
Este acidente geológico tem o seu ponto mais elevado nos 181 metros de altitude acima do nível do mar. Próxima a esta elevação encontram-se os lugares da Alto da Ribeirinha, Jorge Gomes e Caldeiras e a localidade de Brasileira.